# جولی مک‌دونالد
جولی مک‌دونالد (انگلیسی: Julie McDonald؛ زادهٔ ۱۴ مارس ۱۹۷۰) شناگر اهل استرالیا بود.
وی در مسابقات کشوری و بین‌المللی در مجموع برندهٔ ۳ مدال طلا، ۳ مدال نقره، ۲ مدال برنز شده‌است.